# Пэна
Пэна, Пойна (др.-греч. Ποινή «возмездие; отмщение; наказание; расплата») — чудовище в древнегреческой мифологии: Аполлон наслал её на Аргос как возмездие за гибель его сына от Псамафы. Пойна похищала детей у матерей, пока герой Кореб не убил её.
Её отождествляли с Ламией.
Пэны мучают мертвых в Аиде.
Помощница Адрастеи.